# 戦極姫4〜争覇百計、花守る誓い〜
『戦極姫4〜争覇百計、花守る誓い〜』（せんごくひめ4〜そうはひゃっけい、はなまもるちかい〜）とは、げーせん18より2012年12月14日に発売されたMicrosoft Windows対応の18禁のアダルトゲームである。『戦極姫3〜天下を切り裂く光と影〜』に続く、戦極姫シリーズの第4作目。システムソフト・アルファーより、2014年1月23日にPlayStation Portable版、2014年2月27日にPlayStation 3版、2014年6月19日にPlayStation Vita版が発売された。
徳川家シナリオでは、1580年代〜関ヶ原の戦いまでのストーリーを楽しめる。

## 登場人物
天城 颯馬（あまぎ そうま）
声 - ますおかゆうじ
本作の主人公。

### 無所属
果心居士（かしんこじ）
モデル：果心居士
声 - 早瀬ゃょぃ
百地 三太夫（ももち さんだゆう）
モデル：百地丹波
声 - 夏村伊介
出雲 阿国（いずも の おくに）
モデル：出雲阿国
声 - 御苑生メイ
塚原 卜伝（つかはら ぼくでん）
モデル：塚原卜伝
声 - 真木将人

### 足利家
足利 義昭（あしかが よしあき）
モデル：足利義昭
声 - 氷室百合（コンシューマ版はひむろゆり名義）
足利シナリオのヒロイン。元々は寺に預けられていたが、将軍である姉義輝が暗殺者に襲われ行方不明になったことで、新しい将軍にまつり上げられる。
明智 光秀（あけち みつひで）
モデル：明智光秀
声 - かわしまりの
足利シナリオもう一人のヒロイン。足利シナリオだけでなく、徳川及び羽柴シナリオにも登場。両シナリオにおいて秀吉の軍に敗れて行方不明になるが…
足利 義輝（あしかが よしてる）
モデル：足利義輝
声 - ももぞの薫
細川 藤孝（ほそかわ ふじたか）
モデル：細川幽斎
声 - 真木将人
細川 忠興（ほそかわ ただおき）
モデル：細川忠興
声 - 御苑生メイ

### 南部家
南部 信直（なんぶ のぶなお）
モデル：南部信直
声 - 友野康晴
九戸 政実（くのへ まさざね）
モデル：九戸政実
声 - ますおかゆうじ
北信 愛（きたのぶ あい）
モデル：北信愛
声 - 水純なな歩

### 最上家
最上 義光（もがみ よしあき）
モデル：最上義光
声 - 芹園みや
鮭延 秀綱（さけのべ ひでつな）
モデル：鮭延秀綱
声 - 来栖川勇

### 伊達家
伊達 政宗（だて まさむね）
モデル：伊達政宗
声 - 上田朱音
伊達 成実（だて なるみ）
モデル：伊達成実
声 - 藤森ゆき奈
片倉 景綱（かたくら かげつな）
モデル：片倉景綱
声 - 鈴音華月
鬼庭 綱元（おにわ つなもと）
モデル：鬼庭綱元
声 - ひなき藍
伊達 輝宗（だて てるむね）
モデル：伊達輝宗
声 - 越雪光

### 蘆名家
蘆名 盛隆（あしな もりたか）
モデル：蘆名盛隆
声 - 雪村とあ

### 山内上杉家
上泉 信綱（かみいずみ のぶつな）
モデル：上泉信綱
声 - 倉田まりや
太田 道灌（おおた どうかん）
モデル：太田道灌
声 - 山本兼平→胸肩腎（コンシューマー版）

### 結城家
結城 秀康（ゆうき ひでやす）
モデル：結城秀康
声 - 東星京子

### 佐竹家
佐竹 義重（さたけ よししげ）
モデル：佐竹義重
声 - 凹田U介
真壁 氏幹（まかべ うじもと）
モデル：真壁氏幹
声 - 門倉宗一
太田 資正（おおた すけまさ）
モデル：太田資正
声 - 宮沢ゆあな

### 小田家
小田 氏治（おだ うじはる）
モデル：小田氏治
声 - 桜川未央

### 里見家
里見 義堯（さとみ よしたか）
モデル：里見義堯
声 - 金田まひる

### 北条家
北条 氏康（ほうじょう うじやす）
モデル：北条氏康
声 - 中家志穂
北条 早雲（ほうじょう そううん）
モデル：北条早雲
声 - 歌織
北条 氏政（ほうじょう うじまさ）
モデル：北条氏政
声 - 芹園みや

### 武田家
武田 信玄（たけだ しんげん）
モデル：武田信玄
声 - 新堂真弓
武田 信廉（たけだ のぶかど）
モデル：武田信廉
声 - 新堂真弓
馬場 信春（ばば のぶはる）
モデル：馬場信春
声 - 秋野花
山県 昌景（やまがた まさかげ）
モデル：山県昌景
声 - 古河徹人
内藤 昌秀（ないとう まさひで）
モデル：内藤昌豊
声 - はかせ→夏村伊介（コンシューマー版）
虎綱 春日（とらつな はるひ）
モデル：春日虎綱
声 - 草柳順子

### 上杉家
上杉 謙信（うえすぎ けんしん）
モデル：上杉謙信
声 - 青葉りんご
上杉 景勝（うえすぎ かげかつ）
モデル：上杉景勝
声 - 東星京子
直江 兼続（なおえ かねつぐ）
モデル：直江兼続
声 - 榛名れん
前田 慶次（まえだ けいじ）
モデル：前田利益
声 - 杉原茉莉
前作までは織田家臣だったが今作は上杉家臣の扱いとなる。
水原 親憲（すいばら ちかのり）
モデル：水原親憲
声 - 柚木ヒロ

### 村上家
村上 義清（むらかみ よしきよ）
モデル：村上義清
声 - 藤森ゆき奈

### 真田家
真田 昌幸（さなだ まさゆき）
モデル：真田昌幸
声 - 真木将人
真田 幸村（さなだ ゆきむら）
モデル：真田信繁
声 - 上田朱音
真田 信之（さなだ のぶゆき）
モデル：真田信之
声 - 橘九郎

### 今川義元
今川 義元（いまがわ よしもと）
モデル：今川義元
声 - 山本兼平→胸肩腎（コンシューマー版）
今川 氏真（いまがわ うじざね）
モデル：今川氏真
声 - 香澄りょう

### 徳川家
徳川 家康（とくがわ いえやす）
モデル：徳川家康
声 - 水純なな歩
当主であり徳川シナリオのヒロイン。幼い頃から苦難に耐える生き方をしてきた事もあってか、忍耐強い。前向きな性格で家臣から慕われている。胸の甲冑にはある秘密が隠されている。
井伊 直政（いい なおまさ）
モデル：井伊直政
声 - 鶴屋春人
徳川四天王の一人。主君の家康だけでなく他の家臣からも弟のように可愛がられている。勇猛だがいつも傷を作って帰ってくる姿は家康の悩みの種となっている。
本多 忠勝（ほんだ ただかつ）
モデル：本多忠勝
声 - 青葉りんご
徳川四天王の一人。蜻蛉切を愛用し戦場では無双の強さを誇る。しかしその武勇とは裏腹に、本人はもっとかわいくなりたいと思っている。
酒井 忠次（さかい ただつぐ）
モデル：酒井忠次
声 - 岩沢郁海
榊原 康政（さかきばら やすまさ）
モデル：榊原康政
声 - 風見トーリ
南光坊天海（なんこうぼうてんかい）
モデル：天海
声 - かわしまりの

### 織田家
織田 信長（おだ のぶなが）
モデル：織田信長
声 - 香澄りょう
織田家当主。徳川及び羽柴シナリオ冒頭で明智光秀の謀反にあい、命を落とす。
柴田 勝家（しばた かついえ）
モデル：柴田勝家
声 - 山本兼平→胸肩腎（コンシューマー版）
2以来の登場。織田家の重臣。自らも猪武者と認めているが、これまでとは比べ物にならないくらいの常識人となっている。徳川及び羽柴シナリオでは信長死後の天下取りを巡って戦う事になってしまう。
丹羽 長秀（にわ ながひで）
モデル：丹羽長秀
声 - 越雪光
織田家重臣。秀吉からは父親のように慕われている。
前田 利家（まえだ としいえ）
モデル：前田利家
声 - 小次狼
2以来の登場だが、青年として登場。織田家臣で勝家とは親友同士と言った間柄。妻を大事にしている

### 斎藤家
斎藤 義龍（さいとう よしたつ）
モデル：斎藤義龍
声 - 芹園みや
稲葉 一鉄（いなば いってつ）
モデル：稲葉一鉄
声 - 山本兼平→胸肩腎（コンシューマー版）

### 朝倉家
朝倉 義景（あさくら よしかげ）
モデル：朝倉義景
声 - 秋野花
朝倉 宗滴（あさくら そうてき）
モデル：朝倉宗滴
声 - 真木将人

### 浅井家
藤堂 高虎（とうどう たかとら）
モデル：藤堂高虎
声 - 平山紗弥（コンシューマー版では成瀬未亜名義）

### 羽柴家
羽柴 秀吉（はしば ひでよし）
モデル：豊臣秀吉
声 - 平山紗弥（コンシューマー版では成瀬未亜名義）
羽柴シナリオのヒロイン。農民の出身で元は織田家臣だったが、主君信長を討った明智光秀を山崎の戦いで倒し天下取りへ名乗りを上げる事になる。明るく表裏のない性格。家康をライバルであり同じ志を持つ友として見ている。徳川シナリオでは、順調に西国を征していくが終盤に雑賀衆の生き残りの少女に狙撃されて命を落とす。強化版で追加された羽柴シナリオでは雑賀衆を根絶やしにする事はなく恨みをかう事はないので、西国を征してそのまま関ヶ原の戦いに臨む。なお他家のシナリオで開始した場合は織田家臣の扱いとなる。
石田 三成（いしだ みつなり）
モデル：石田三成
声 - 岩沢郁海
竹中 半兵衛（たけなか はんべえ）
モデル：竹中重治
声 - 藤森ゆき奈
徳川シナリオでは故人扱いだが、羽柴シナリオでは最後まで生存する。時々口から出てはいけない物が飛び出しては周囲を慌てさせる。
黒田 官兵衛（くろだ かんべえ）
モデル：黒田孝高
声 - 御苑生メイ
大谷 吉継（おおたに よしつぐ）
モデル：大谷吉継
声 - 桃井いちご
福島 正則（ふくしま まさのり）
モデル：福島正則
声 - デーサン
加藤 清正（かとう きよまさ）
モデル：加藤清正
声 - 白州妙
加藤 嘉明（かとう よしあき）
モデル：加藤嘉明
声 - 柚木ヒロ

### 北畠家
北畠 具教（きたばたけ とものり）
モデル：北畠具教
声 - 橘九郎

### 筒井家
筒井 順慶（つつい じゅんけい）
モデル：筒井順慶
声 - 秋野花
島 左近（しま さこん）
モデル：島清興
声 - 平野響子

### 本願寺家
本願寺顕如（ほんがんじけんにょ）
モデル：顕如
声 - 平野響子

### 宇喜多家
宇喜多 秀家（うきた ひでいえ）
モデル：宇喜多秀家
声 - 早瀬ゃょぃ
明石 全登（あかし ぜんとう）
モデル：明石全登
声 - 来栖川勇

### 尼子家
尼子 義久（あまこ よしひさ）
モデル：尼子義久
声 - 風見トーリ
山中 鹿介（やまなか しかすけ）
モデル：山中幸盛
声 - 宮沢ゆあな

### 毛利家
毛利 隆元（もうり たかもと）
モデル：毛利隆元
声 - 雪村とあ
吉川 元春（きっかわ もとはる）
モデル：吉川元春
声 - 草柳順子
小早川 隆景（こばやかわ たかかげ）
モデル：小早川隆景
声 - 新堂真弓
毛利 輝元（もうり てるもと）
モデル：毛利輝元
声 - 芹園みや

### 三好家
三好 長慶（みよし ちょうけい）
モデル：三好長慶
声 - 東星京子
十河 一存（そごう かずまさ）
モデル：十河一存
声 - 風見トーリ
松永 久秀（まつなが ひさひで）
モデル：松永久秀
声 - 猪鹿ちよ

### 長宗我部家
長宗我部 元親（ちょうそかべ もとちか）
モデル：長宗我部元親
声 - 桃井いちご
久武 チカ（ひさたけ ちか）
モデル：久武親直
声 - 宮沢ゆあな
久武 親信（ひさたけ ちかのぶ）
モデル：久武親信
声 - 風見トーリ

### 大友家
立花 道雪（たちばな どうせつ）
モデル：立花道雪
声 - 青葉りんご
立花 宗茂（たちばな むねしげ）
モデル：立花宗茂
声 - かわしまりの
高橋 紹運（たかはし しょううん）
モデル：高橋紹運
声 - 香澄りょう

### 龍造寺家
鍋島 直茂（なべしま なおしげ）
モデル：鍋島直茂
声 - 杉原茉莉

### 有馬家
有馬 晴信（ありま はるのぶ）
モデル：有馬晴信
声 - はかせ→夏村伊介（コンシューマー版）

### 島津家
島津 義久（しまづ よしひさ）
モデル：島津義久
声 - 歌織
島津 義弘（しまづ よしひろ）
モデル：島津義弘
声 - 中家志穂
島津 歳久（しまづ としひさ）
モデル：島津歳久
声 - 東かりん
島津 家久（しまづ いえひさ）
モデル：島津家久
声 - 桜川未央
島津 貴久（しまづ たかひさ）
モデル：島津貴久
声 - ますおかゆうじ
島津 豊久（しまづ とよひさ）
モデル：島津豊久
声 - 夏村伊介

## スタッフ
- 原画 - 雪月竹馬、雛咲、碧野グンジョウ、開栓注意、ぽ〜しょん、N島、夕霧、さより、さいばし、ごばん、形見心太、神吉、つきやま、相音うしお、あまぎみちひと、黒田んぼ、moco
- シナリオ - 新城舞、もるのうど、春河ミライ、火々野未完、のがみとしあき、草薙、高坂ヒロト